# Kentucky Thoroughblades
I Kentucky Thoroughblades sono stati una squadra di hockey su ghiaccio dell'American Hockey League con sede nella città di Lexington, nello Stato del Kentucky. Nati nel 1996 e sciolti nel 2001, nel corso degli anni sono stati affiliati alla franchigia dei San Jose Sharks.

## Storia
I Thoroughblades furono la prima franchigia professionistica di hockey su ghiaccio ad aver sede nella città di Lexington, nello Stato del Kentucky. Nelle prime stagioni vi fu un successo di pubblico, fino ad arrivare nella stagione 1997-98 ad una media per gara di 7.741 spettatori, nonostante un record negativo della squadra. Nelle tre stagioni successive vi fu un calo dei tifosi, nonostante la conquista sul ghiaccio di due titoli divisionali. Nell'ultima stagione di attività della squadra le partite casalinghe vedevano una media di soli 4.461 spettatori.
Nel 2001 la squadra si trasferì a Cleveland dove assunse il nome di Cleveland Barons. Nel 2006 si trasferì nuovamente a Worcester, nel Massachusetts, dove assunsero la denominazione di Worcester Sharks.
Il vuoto lasciato dopo la partenza dei Thoroughblades fu colmato per la stagione successiva da un'altra squadra, i Lexington Men O' War, militanti nella ECHL.

### Affiliazioni
Nel corso della loro storia i Kentucky Thoroughblades sono stati affiliati alle seguenti franchigie della National Hockey League:
- San Jose Sharks: (1996-2001)
- New York Islanders: (1997-1998)
- Florida Panthers: (1998-1999)

## Record stagione per stagione
| Stagione                | Division     | Gare | V  | S  | P  | OTL | Punti | GF  | GS  | Piazzamento | Play-off                                                       |
| ----------------------- | ------------ | ---- | -- | -- | -- | --- | ----- | --- | --- | ----------- | -------------------------------------------------------------- |
| Kentucky Thoroughblades |              |      |    |    |    |     |       |     |     |             |                                                                |
| 1996-97                 | Mid-Atlantic | 80   | 36 | 35 | 9  | 0   | 81    | 278 | 284 | 3°          | perde 1º turno (Hershey) 1-3                                   |
| 1997-98                 | Mid-Atlantic | 80   | 29 | 39 | 9  | 3   | 70    | 241 | 278 | 3°          | perde 1º turno (Hershey) 0-3                                   |
| 1998-99                 | Mid-Atlantic | 80   | 44 | 26 | 7  | 3   | 98    | 272 | 220 | 2°          | vince 1º turno (Hershey) 3-2 perde 2º turno (Philadelphia) 3-4 |
| 1999-2000               | Mid-Atlantic | 80   | 42 | 25 | 9  | 4   | 97    | 250 | 211 | 1°          | vince 1º turno (Louisville) 3-1 perde 2º turno (Hershey) 1-4   |
| 2000-01                 | South        | 80   | 42 | 25 | 12 | 1   | 97    | 273 | 212 | 1°          | perde 1º turno (Hershey) 0-3                                   |

## Record della franchigia

### Singola stagione
Gol: 35  Jan Čaloun (1996-97)
Assist: 63  Steve Guolla (1997-98)
Punti: 100  Steve Guolla (1997-98)
Minuti di penalità: 506  Garrett Burnett (1999-00)

### Carriera
Gol: 88  Steve Guolla
Assist: 132  Steve Guolla
Punti: 220  Steve Guolla
Minuti di penalità: 692  Garrett Burnett
Partite giocate: 247  Jarrett Deuling

## Palmarès

### Premi di squadra
- Frank Mathers Trophy: 1

1999-2000
- John D. Chick Trophy: 1

2000-2001

### Premi individuali
- Dudley "Red" Garrett Memorial Award: 1

Ryan Kraft: 2000-2001
- Les Cunningham Award: 1

Steve Guolla: 1997-1998